# Gil Mărdărescu
Mircea „Gil” Mărdărescu (n. 12 aprilie 1952, Săcele, Brașov, România) este un fost fotbalist româno-american.
În 1975, el s-a alăturat echipei New York Cosmos ca mijlocaș, în North American Soccer League. În același an s-a mutat la Rochester Lancers, unde a fost antrenat de către Ted Dumitru.
În 1980, el a semnat cu echipa New York United din Liga Americană de Fotbal.
Tatăl lui, Virgil Mărdărescu, a antrenat echipa Marocului, care a câștigat Cupa Africii pe Națiuni 1976.
În prezent, locuiește în California cu soția sa, Stephanie. Gil și Stephanie au doi copii împreună, Natalie și Nathan. Mărdărescu are trei copii dintr-o căsătorie anterioară.